# Invencibles (película)
Invencibles (título original: Les invincibles) es una película francesa de comedia y deporte de 2013, dirigida por Frédéric Berthe, que a su vez la escribió junto a Atmen Kelif, Laurent Abitbol, Céline Guyot, Martin Guyot, Jean-Pierre Sinapi y Atmen Kelif, musicalizada por Evgueni Galperine y Sacha Galperine, en la fotografía estuvo David Quesemand, los protagonistas son Gérard Depardieu, Atmen Kelif y Virginie Efira, entre otros. El filme fue realizado por Chic Films, J.F. Films y EuropaCorp; se estrenó el 18 de septiembre de 2013.

## Sinopsis
Momo tiene un sueño pendiente hace años, quiere ser campeón de petanca. En el momento que se anuncia un torneo internacional, abandona su vida habitual para participar, obtener el primer lugar y así cumplir sus sueños.